# Mühl (Gemeinde St. Veit in Defereggen)
Mühl, auch Mühle oder Mühler, ist ein Einzelsiedlung der Fraktion Gritzen in der Gemeinde St. Veit in Defereggen im Defereggental (Osttirol).

## Geographie
Mühl liegt am sonnenseitigen Talboden des Defereggentals nördlich der Schwarzach. Die Einzelsiedlung besteht aus dem gleichnamigen Paarhof sowie Nebengebäuden. Westlich von Mühl liegt der Weiler Osing, östlich die Einzelsiedlung Groll. Oberhalb bzw. nördlich auf den Abhängen des Speikboden und des Gritzer Riegel liegen im Westen der Weiler Inneregg und in Osten die Einzellage Ronach und darüber die Ortschaften Untergritzen und Obergritzen. Mühl liegt direkt nördlich an der Defereggentalstraße. Auch das Ufer der Schwarzach ist nur rund 70 Meter entfernt.

## Geschichte
Mühl entstand auf dem Gebiet der mittelalterlichen Schwaige Am Egg, von der aus später die Rauten (Neurodungen) Raut/Oberranach und Unterranach (Mühlraut) urbar gemacht wurden. Mitte des 19. Jahrhunderts bestand Mühl aus zwei großen Gebäuden, im Ortsverzeichnis aus dem Jahr 1890 wird Mühl als Einzelhof und Teil des Dorfes Gritzen genannt. In den Ortsverzeichnissen finden sich keine Angaben über die Anzahl der Gebäude oder Einwohner, jedoch wurde Mühl mehrfach als Einzelhof angeführt und statistisch wohl bei Untergritzen mit eingerechnet.

## Kunst
Das Tiroler Kunstkataster weist für Groll einen Eintrag aus, der sich auf das Wegkreuz aus der zweiten Hälfte des 19. Jahrhunderts bezieht.